# 川北行政区
川北行政区是中華人民共和國建國後成立的省級行政區，於1950年至1952年存在。
1949年12月，西南战役结束，解放军攻占四川全省。由於四川省地域較大，人口近八千萬，為便利行政管理，分劃為4個行政区，均由西南軍政委員會領導。

## 行政區劃
川北行政公署駐南充市。至1952年8月7日行政区撤銷以前，轄有4專區共4個地級行政單位和1縣級市、35縣共36個縣級行政單位。
- 行政区直轄南充市。
- 南充專區，專署駐岳池縣，轄岳池、南充、西充、武勝、蓬安、營山、儀隴、南部計8縣。
- 達縣專區，專署駐達縣，轄達縣、開江、宣漢、平昌（由平昌設置局改設）、巴中、南江、通江、萬源計8縣。
- 劍閣專區，專署駐廣元縣，轄廣元、旺蒼、蒼溪、閬中、昭化、劍閣、青川、江油、北川、平武計10縣。
- 遂寧專區，專署駐遂寧縣，轄遂寧、安岳、樂至、潼南（今属重庆）、蓬溪、射洪、中江、三台、鹽亭計9縣。